# Ботсвана Діфенс Форс XI (футбольний клуб)
Футбольний клуб «Ботсвана Діфенс Форс XI» або просто «Ботсвана Діфенс Форс XI» (англ. Botswana Defence Force XI Football Club) — ботсванський футбольний клуб з міста Габороне. Єдиний футбольний клуб Ботсвани, який жодного разу не вибував з Прем'єр-ліги.

## Історія
Футбольний клуб «Ботсвана Діфенс Форс XI» була утворена в 1978 році, через рік після створення Сил оборони Ботсвани в 1977 році. Команда була сформована з гравців поліцейської команди Ботсвани «Поліс Мобайл Юніт», цей процес тривав з 1977 по 1978 року. Серед інших уболівальників команди, були й уболіальники серед державних службовці, зокрема колишні відставні військові офіцери, такі як генерал-майора Б.К.Оітсіле, полковник Ф.Катце і колишній полковник Ф. Уебб та багато інших.
БДФ XI базується в місті Могодіцане в області Квененг. Це один з футбольних лідерів свого регіону.
Команда може похвалитися колишніми гравцями національної команди, наприклад, Діректором Чікумбудзі, Зара Раманоко, Ріо Масвабі та Кокоріко Ммесе.
Деякі з гравців БДФ XI, все ще виступають у складі збірної, наприклад, Модірі Марумо, який в даний час виступає в південноафриканському Полокване Сіті.

## Досягнення
- Прем'єр-ліга
  -  Чемпіон (6): 1981, 1988, 1989, 1997, 2002, 2003/04
  -  Срібний призер (6): 1991, 1998, 1999, 2000/01, 2005/06, 2013/14
  -  Бронзовий призер (3): 1999/2000, 2006/07, 2012/13

- Кубок виклику Футбольної асоціації Ботсвани
  -  Володар (3): 1989, 1998, 2004
  -  Фіналіст (3): 1991, 1995, 2005, 2006, 2009

- Кубок незалежності Ботсвани
  -  Володар (2): 2001, 2002
  -  Фіналіст (1): 2004

- Маском Топ-8 Кап
  -  Володар (1): 2013/14
  -  Фіналіст (1): 2012/13

## Статистика виступів на континентальних турнірах
| Сезон | Турнір                       | Раунд      | Клуб               | Вдома | На виїзді | Загалом    |
| ----- | ---------------------------- | ---------- | ------------------ | ----- | --------- | ---------- |
| 1982  | Кубок африканських чемпіонів | 1          | Дайнамоз           | 1-2   | 2-2       | 3-4        |
| 1989  | Кубок африканських чемпіонів | Попередній | Матлама            | 1-1   | 1-4       | 2-5        |
| 1990  | Кубок африканських чемпіонів | Попередній | АС Сотема          | 2-1   | 0-1       | 2-2 (в.г.) |
| 1992  | Кубок африканських чемпіонів | Попередній | Мбабане Хайлендерз | 1-1   | 0-1       | 1-2        |
| 1998  | Ліга чемпіонів КАФ           | Попередній | Телеком Уондерерз  | 1-1   | 0-3       | 1-4        |
| 1999  | Кубок володарів кубків КАФ   | Попередній | ФК «Дживан»        | 3-1   | 0-0       | 3-1        |
| 1999  | Кубок володарів кубків КАФ   | 1          | Орландо Пайретс    | 1-3   | 0-6       | 1-9        |
| 2002  | Кубок КАФ                    | 1          | Кабве Уорріорз     | т.п.1 | т.п.1     | т.п.1      |
| 2002  | Кубок КАФ                    | 2          | Аль-Масрі          | 4-2   | 0-2       | 4-4 (в.г.) |
| 2003  | Ліга чемпіонів КАФ           | Попередній | Сімба              | 1-3   | 0-1       | 1-4        |
| 2005  | Кубок конфедерації КАФ       | Попередній | Сонангол ду Намібе | 3-1   | 1-1       | 4-2        |
| 2005  | Кубок конфедерації КАФ       | 1          | Сент-Елуа Лупопо   | 1-0   | 0-2       | 1-2        |
| 2015  | Кубок конфедерації КАФ       | Попередній | Янг Африканс       | 2-1   | 0-1       | 2-2 (в.г.) |

1- Кабве Уорріорз покинули турнір.